# Харузин, Михаил Николаевич
Михаил Николаевич Харузин (1860—1888) — русский этнограф, историк, юрист, принимавший активное участие в деятельности Общества любителей естествознания, антропологии и этнографии. Как чиновник при эстляндском губернаторе изучал историю края, быт и духовную культуру местного населения, архивные документы, которые публиковал в «Эстляндских Губернских Ведомостях».

## Биография
Михаил Николаевич Харузин родился в богатой купеческой семье. Его братьями были Н. Н. Харузин, А. Н. Харузин, сестра В. Н. Харузина.
После получения среднего образования в Ревельской губернии поступает в Московский университет (1881), на юридический факультет, который с отличием заканчивает (1885). Уже в начале обучения в университете будущий этнограф интересуется изучением обычного права. В 1882 году предпринял экспедицию в Вятскую губернию для исследования юридического быта местного населения. В 1883 году выходит его работа «Очерки юридического быта народностей Сарапульского уезда Вятской губернии». После окончания обучения был оставлен при университете для подготовки к профессорскому званию по кафедре государственного права, командирован в Берлинский и Гейдельбергский университеты.
В этом же году М. Н. Харузин совершает поездку в область Войска Донского, результатом чего явился капитальный труд «Сведения о казацких общинах на Дону»(1887), который был принят юридическим факультетом Московского университета, как кандидатская диссертация. Был избран, ещё будучи студентом университета, секретарём отдела этногафии Общества любителей естествознания, антропологии и этнографии составил программу по собиранию обычаев связанных с народным правом «Программа для собирания народных юридических обычаев» (1887).
В июле 1887 года Михаил Николаевич Харузин сложил с себя звание секретаря отдела этнографии ОЛЕАЭ и отправился в Ревель, где поступает на службу чиновником особых поручений при эстляндском губернаторе. Здесь он изучает историю и этнографию края, занимается сбором архивных документов, которые печатает в редактируемых им «Эстляндских Губернских Ведомостях». Подробно исследовал вопрос о «правах и привилегиях» местного дворянства, а также внёс крупный вклад в изучение истории православия в Прибалтике.
Скоропостижно скончался 25 сентября 1888 года от тифа, похоронен в фамильном некрополе на территории Новодевичьего монастыря в Москве.

## Основные работы
- Сведения о казацких общинах на Дону (1887)
- Программа для собирания народных юридических обычаев (1887)
- Балтийская конституция, историко-юридический очерк
- Православие на островах Даго и Вормс
- Пюхтица — святое место; бытовой очерк из Балтийской действительности
- Очерки юридического быта народностей Сарапульского уезда Вятской губ. // Юридический вестник. М. (1883)